# Diabetická noha
Diabetická noha je rámcový termín pro zdravotní problémy dolních končetin, které se vyskytují hlavně u diabetiků, u pacientů trpících metabolickou poruchou cukrovkou. Podle WHO je diabetická noha charakterizována jako ulcerace (zvředovatění) nebo poškození tkání nohou u diabetiků způsobené neuropatií a ischemií, které je většinou doprovázeno infekcí. Ročně onemocní diabetickou nohou asi 41 000 nových pacientů.

## Příčiny vzniku
Syndrom diabetické nohy se objevuje nejen u diabetiků, ale i u jiných pacientů s ulceraci, s gangrénou nebo po amputací části končetiny. Hlavní příčiny jsou dvě:

### Neuropatie
U diabetiků vzniká poměrně často, kvůli cévním anomáliím je rozvinutá diabetická neuropatie (onemocnění vláken periferních i autonomních nervů), je snížena citlivost na vnější podněty i schopnost zpětné reakce. Neuropatie vzniká jako souhrn příčin metabolických i vaskulárních.

### Ischemie
Je to snižování průtočnosti cév, způsobené hlavně aterosklerotickými změnami na jejich stěnách. To má za následek nedokrvení končetin, takže se ve spojitostí s poruchami imunitních mechanizmů a s tendencí k pomalému hojení ran vyskytují relativně často kožní infekce nebo dokonce odumírání tkání. U diabetiků vznikají stenózy a uzávěry periferních tepen, nejčastěji pod kolenem, u nediabetiků zase ve stehně.

## Popis
Otevřené nehojivé rány, typické stavy diabetické nohy, bývají souhrnem více okolností, ale podle svých hlavních příčin mají i svá většinou pravidelná místa vzniku a odlišný průběh. Podle hlavních příčin se dělí na:

### Neuropatické
Kvůli onemocnění nervových vláken vedoucích od receptorů v kůži dochází u pacientů ke zvýšení prahu bolesti a ti proto nepociťují bolest při zvýšeném tlaku, teplu a chladu, necítí vlhkost. Nevnímají „kamínek v botě“ a nereagují na drobné otlaky nebo ještě neotevřené rány. V kombinaci nedokrvování pokožky a necitlivosti na infekci vznikají nejprve drobné, později rozrůstající se vředy na místech největšího tlaku na kůži, převážně na chodidlech a vzácněji na jiných otlačených místech.
Jejich začátkem bývá nebolestivý drobný, okrouhlý nehojící se defekt, který se šíří do hloubky, vznikají další abscesy, často ukryté pod novou tkání s drobnou ulceraci na povrchu. Postupně proniká píštěl až k samé kosti. Protože nervová vlákna zodpovědná za informovanost mozku o bolesti jsou poškozená, tyto hluboké vředy moc nebolí.

### Ischemické
Špatným prokrvováním tkání následkem aterosklerotických změn je kůže degenerována, proto neplní obranné funkce proti mechanickému namáhání i proti bakteriálnímu napadení. Pokožka je neodolná, lze ji snadno mechanicky poškodit. Vředy vznikají nejčastěji na místech styku pokožky s okolím, např. s botou. Nejběžnějšími místy výskytu jsou prsty, hrany chodidel, paty a předostřední část bérce.
Vředy vznikají poměrně rychle, mnohdy po traumatu na uvedených místech. Jsou vícečetné, okrouhlé s ostrými okraji. Vespod bývají pozůstatky nekrotických tkání. Postup nemoci může být rychlý, tehdy hrozí gangrenózní průběh. Silné bolesti se zvyšuji při vodorovné poloze těla, pacienti mnohdy spí s nohama svěšenýma z postele.

## Klasifikace
Stupeň postižení se u diabetické nohy hodnotí dle Wagnerovy klasifikace.
- 1. stupeň – povrchové postižení pokožky (dermis)
- 2. stupeň – hlubší postižení podkoží (subcutis)
- 3. stupeň – hluboké postižení vaziva (např. plantární fascie)
- 4. stupeň – místní projevy gangrény
- 5. stupeň – gangréna celé nohy

## Léčba
Při konzervativní léčbě je prvořadým úkolem striktní úprava poruchy metabolismu glycidů za současného se vyhnutí hyperglykémie. Rány jsou ošetřovány vhodnými obvazy pro suché nebo mokré hojení ran, které mají urychlit fázi granulaci a epitelizaci. Současně se podávají antibiotika (proti stafylokokům, streptokokům, a anaerobním bakteriím). Poškozená končetina je odlehčována (nezatěžována).
Pokud jsou rány chronické, rozsáhlé a hluboké a nelze je běžným způsobem zvládnout, je nutno přistoupit k cévní chirurgii, která má zajistit dostatečné prokrvení poraněné nohy zprůchodněním krevního řečiště. Existují dva způsoby, jak toho dosáhnout:
- angioplastika – rozšíření tepny v místě zúžení balónkovým katétrem, případně vyztužení stentem,
- chirurgický – překlenutí zúženého místa cévní náhradou, bypassem.

Poslední možností jak zachránit pacientovi život při zvlášť rozsáhlých gangrenách je amputace končetiny. Ročně je v České republice amputována noha cca 800 pacientům.

## Prevence
Jednou z hlavních možností jak u diabetiků předcházet syndromu diabetické nohy je především udržení správné hladiny krevního cukru (glykémie) a obdobně důležitého cholesterolu. Glykovaný hemoglobin HbA1c (dlouhý cukr) by neměl přesahovat 6,5 %, maximálně 7,5 %, glykémie na lačno by neměla být větší než 6 maximálně 7 mmol/l. Celkový cholesterol nemá překračovat 5, nejvíce 6,5 mmol/l, hodnota triglyceridů má být pod 1,7, výjimečně může dosahovat 2,2 mmol/l. K dosažení těchto hodnot je většinou nutná komplexní léčba, tj. kombinace diety, úměrně zvýšený fyzický pohyb pacienta a perorální antidiabetika nebo inzulín.
Důležité jsou také pravidelné prohlídky nohou u specializovaného lékaře (podiatra), správná hygiena nohou a snaha o zamezení poranění dolních končetin. Mnohdy zanedbanou příčinou vzniku diabetické nohy je nevhodná obuv, která je nejčastější příčinou vzniku vředů. Pro předcházení jejích vzniku se nedoporučuje nosit boty s vysokým podpatkem, s otevřenou nebo úzkou špičkou. Nejvhodnější jsou tzv. diabetické, stejně jako nesvírající ponožky. Je taktéž nesprávné chodit bosý a to i doma. S ohledem na cévy je nepřípustné používat horkou lázeň nebo saunu, používat dráždivé náplasti na kuří oka, vyvarovat se poranění při stříhaní nehtů a hlavně nekouřit.